# السائح (فلم 2021)
السائح (بالإنجليزية: The Tourist)، هُو فيلم حركة روسي صدر سنة 2021 وأخرجه أندري باتوف. الفيلم من بطولة كُل من Aleksey Shevchenkov وRichard Sseruwagi وماريكا يندستروم.

## وصلات خارجية
- السائح  في قاعدة بيانات الأفلام على الإنترنت (بالإنجليزية)